# Rhapsody of Fire
Rhapsody of Fire (ehemals Rhapsody) ist eine italienische Power-Metal-Band, die Elemente der klassischen Musik sowie der Filmmusik in ihrer Musik verbindet. Die Band selbst bezeichnet ihre Musik aufgrund zahlreicher Einflüsse bekannter Soundtrack-Komponisten seit der The-Dark-Secret-EP als „Film Score Metal“ (ehemals „Symphonic Epic Hollywood Metal“). In ihren Texten geht es um Fantasygeschichten, die bis zur Aufspaltung der Band von Luca Turilli geschrieben wurden. Nach einer Vielzahl von Besetzungswechseln ist Alex Staropoli das einzige verbliebene Gründungsmitglied der Gruppe.

## Bandgeschichte

### Gründung
Die Band wurde 1993 unter dem Namen Thundercross im italienischen Triest gegründet. Die beiden Bandleader Luca Turilli und Alex Staropoli holten 1994 noch den Bassisten Andrea Furlan sowie den Sänger Christiano Adacher mit an Bord und machten die Band somit komplett. Mit ihrer ersten Demo Land of Immortals erhielten Thundercross einen Plattenvertrag bei LMP (Limb Music Products) und benannten sich in Rhapsody um. Noch vor dem ersten Album wurden Furlan und Adacher durch den neuen Sänger Fabio Lione und den Bassisten Alessandro Lotta ersetzt.

### Die Emerald-Sword-Saga
1997 erschien Legendary Tales, das den ersten Teil einer fünfteiligen Reihe von Konzeptalben darstellt. Erzählt wird hier die sogenannte Emerald Sword Saga, eine Fantasygeschichte, die von Luca Turilli geschrieben wurde. Mit dem Album schufen Rhapsody außerdem den von ihnen als Symphonic Epic Hollywood Metal bezeichneten Stil. Für den pompösen Sound wurden Chöre und später auch Orchester eingesetzt (unter anderem der Don Kosaken Chor).
Im Jahr 2000 verließ Carbonera die Band, als (vorerst vorübergehenden) Schlagzeuger suchte man sich Alex Holzwarth (Sieges Even) aus Deutschland aus und als Live-Musiker den Franzosen Dominique Leurquin an der E-Gitarre. Bald darauf trat die Band zum ersten Mal live auf, wobei sie auch heute stets noch auf Samples zurückgreifen muss, um die orchestralen Parts der Musik auf die Bühne übertragen zu können. Im selben Jahr erschien mit Dawn of Victory ein etwas aggressiveres Album, auf dem Holzwarth allerdings noch nicht zu hören war. 2001 übernahm der Franzose Patrice Guers den Bass als Gastmusiker und wurde dann festes Bandmitglied. Holzwarth gehört seit 2002 fest zur Band. In diesem Jahr erschien das Album Power of the Dragonflame, das die Emerald Sword Saga abschließt und zu dem eine gleichnamige Welttournee stattfand. Im Jahr 2003 lief der Label-Vertrag mit LMP aus, man entschied sich nun für ein größeres Label und wechselte zu MCM.

### Die Dark-Secret-Saga
2004 erschien Symphony of Enchanted Lands II, das erste mit vollem Orchester arrangierte Album mitsamt aufwändig produzierten Musikvideos. Als Erzähler wirkte hier der damals 82-jährige Schauspieler Christopher Lee (Der Herr der Ringe, Star Wars, …) mit. Da ihm diese Arbeit sehr gefiel und er früher selbst Opernsänger war, sang er später auf der gleichnamigen Single das Lied The Magic of the Wizard’s Dream im Duett mit Fabio Lione und ist seit Symphony of Enchanted Lands II auf allen späteren Alben als Sprecher zu hören. Das Album bildet den Auftakt zur Dark-Secret-Saga, die die Emerald-Sword-Saga fortsetzt.
Im Jahr 2006 wurde eine Beschwerde vom Inhaber des Markennamens Rhapsody laut. Nachdem die Band immer größer geworden war, musste sie sich jetzt umbenennen und suchte sich als neuen Namen Rhapsody of Fire aus. Außerdem wurde Bassist Patrice Guers nun fest in die Band integriert. Von 2005 bis 2007 tourten Rhapsody (mit zwischenzeitlicher Unterbrechung) als Supporter für Manowar auf ihrer gemeinsamen Demons, Dragons & Warriors-Tour. Die 2007 erschienene Live-DVD gewährt Einblicke in diese Tour und auch in die Produktion der Alben.
Seit Ende 2007 stand die Band in einem Rechtsstreit mit ihrem Management. In diesem Zusammenhang wurde auch die für 2007 geplante Tour durch Südamerika abgesagt. Der Streit betraf auch die Soloprojekte Turillis. Am 4. Oktober 2008 ließ die Band auf ihrer offiziellen Internetseite verlauten, dass sie alle Aktivitäten auf unbestimmte Zeit komplett einstellen müsse. Erst im November 2009 kündigte sie ihre Rückkehr mit Wechsel zum Musiklabel Nuclear Blast sowie das neue Studioalbum The Frozen Tears of Angels an, das am 30. April 2010 erschienen ist. Im Oktober folgte die EP The Cold Embrace of Fear. Seit dem 8. November war die Band auf Welttournee. Am 6. Dezember 2010 wurde das Album From Chaos to Eternity angekündigt, welches am 17. Juni 2011 erschienen ist.

### Neuorganisation 2011

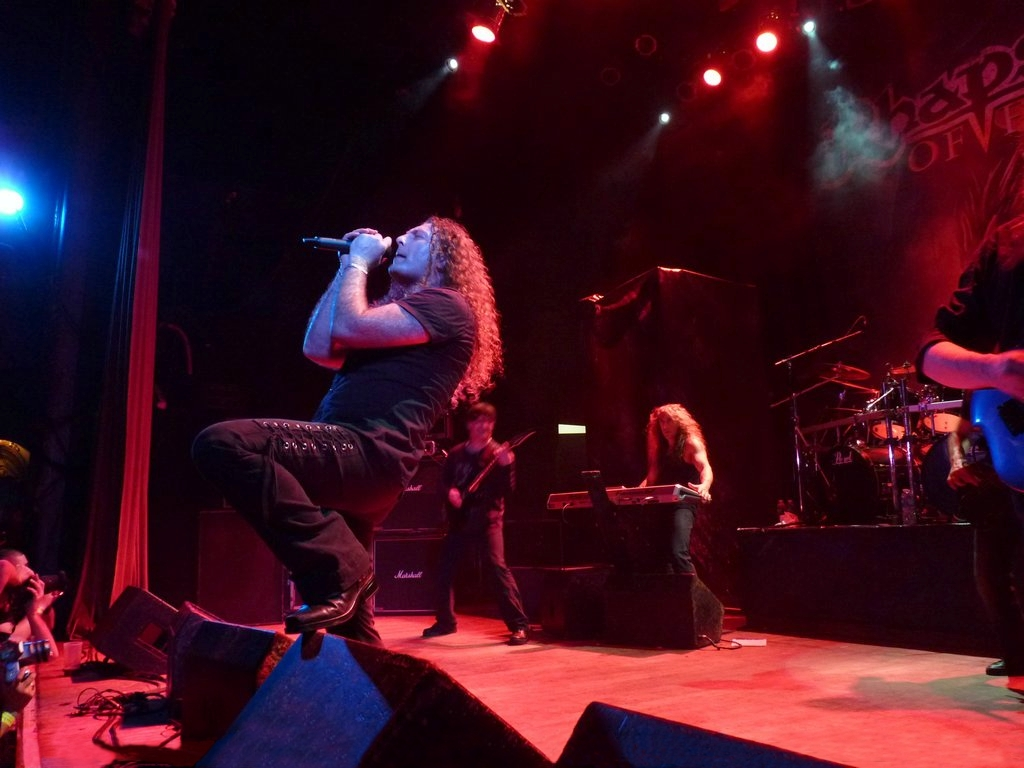
Auftritt der Band in Buenos Aires (2010)

Am 15. April 2011 stieß der Amerikaner Tom Hess als zweiter Gitarrist zur Band. Mit dem Ende ihrer zehn Alben währenden Fantasygeschichte gab die Band am 16. August 2011 aufgrund unterschiedlicher musikalischer Pläne ihre freundschaftliche Aufspaltung bekannt. Eine der beiden Tochterbands wird nun unter dem alten Namen von Rhapsody-Gründer Alex Staropoli mit den Mitgliedern Fabio Lione und Tom Hess fortgeführt. Die andere Band wird von Rhapsody-Gründer und Songwriter Luca Turilli unter dem Namen Luca Turilli’s Rhapsody fortgesetzt. Sie umfasst Patrice Guers und den einstigen Gastmusiker Dominique Leurquin. Alex Holzwarth erklärte sich bereit, beiden Bands treu zu bleiben. Am 1. September wurde als neuer Bassist (an der Stelle von Patrice Guers) der Deutsche Oliver Holzwarth (der Bruder von Alex Holzwarth) angekündigt, am 27. September als neuer Gitarrist (an der Stelle von Luca Turilli) der aus Triest stammende Roberto de Micheli. Alex Holzwarth erkannte, nachdem er ein Album mit Luca Turilli’s Rhapsody aufgenommen hatte, sich doch nur einer Band widmen zu können und blieb ganz bei Rhapsody of Fire.

### Neues Label und neue Alben ab 2013

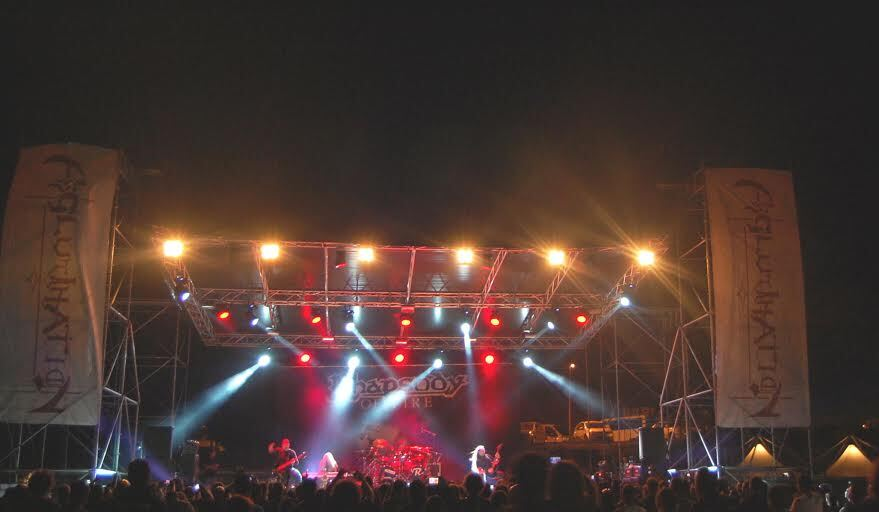
Rhapsody of Fire beim Agglutination Metal Festival 2012

Am 11. Dezember 2012 gab die Band bekannt, zum Label AFM Records gewechselt zu haben und bereits an verschiedenen Projekten zu arbeiten. Am 3. Mai 2013 erschien das Live-Album Live – From Chaos to Eternity, auf dem „alte Klassiker und neuere Titel“ enthalten sind, die während der Europa-Tournee im Frühling 2012 aufgenommen wurden. Aufgrund „philosophischer Differenzen“ verließ Tom Hess die Band am 25. Juni 2013; wenig später gab die Band den Produktionsbeginn ihres neuen Studioalbums bekannt. Es trägt den Titel Dark Wings of Steel und erschien in Europa am 22. November 2013.
Ende August 2014 verließ Bassist Oliver Holzwarth die Band. Im November 2014 kündigte die Band an, im März 2015 mit den Aufnahmen zu einem neuen Studioalbum zu beginnen. Es erschien unter dem Titel Into the Legend am 15. Januar 2016. Am 29. September des Jahres gab Sänger Fabio Lione seinen Ausstieg bekannt, wodurch mehrere geplante Konzerte abgesagt werden mussten. Nur wenig später kündigte auch Schlagzeuger Alex Holzwarth an, die Band zu verlassen. Im November stieß Giacomo Voli, bekannt geworden durch seine Teilnahme an The Voice of Italy und als Sänger der Band Teodasia, als neuer Sänger zur Band. Am 23. Dezember wurde mit der Vorstellung des deutschen Manu Lotter als neuer Schlagzeuger das Line-up der Band vervollständigt.

### Teil-Reunion und Alben mit Giacomo Voli
Nach dem Ausstieg von Lione und Holzwarth kündigte Luca Turilli für 2017 eine kurzzeitige Reunion anlässlich des 20-jährigen Bandjubiläums an. Die Besetzung für diese 20th Anniversary Farewell Tour umfasst neben Turilli, Lione und Holzwarth auch Patrice Guers und Dominique Leurquin und bezieht sich damit auf das Line-up der Band zwischen 2004 und 2011. Gründungsmitglied Alex Staropoli blieb der Reunion allerdings fern und arbeitete stattdessen mit Rhapsody of Fire an neuer Musik: Ende Mai 2017 veröffentlichte die Band im neuen Line-up das Album Legendary Years. Darauf sind 14 Songs aus ihren früheren Alben (Emerald Sword Saga) in neuem Arrangement und eingesungen von Giacomo Voli enthalten. Im selben Jahr ging Rhapsody of Fire schließlich als Vorgruppe von Orden Ogan auf Europa-Tour.
Mit The Eighth Mountain legte die Band am 22. Februar 2019 ein neues Studioalbum vor, das erste mit Giacomo Voli als Sänger. Das Album bildete den Auftakt zu einer neuen Rahmenerzählung, The Nephilim’s Empire Saga. Im Juli 2020 ersetzte Paolo Marchesich Manu Lotter am Schlagzeug. Im selben Jahr, inmitten der COVID-19-Pandemie, begann die Band mit der Arbeit an einem neuen Album. Im Juni 2021 veröffentlichte sie zunächst die EP I’ll Be Your Hero, am 26. November folgte das Studioalbum Glory for Salvation.

## Stil
Der Stil Rhapsodys verbindet Power Metal mit Barockmusik und Progressive Metal, Allmusic spricht auch von „neoklassischem Rock“. Laut.de beschreibt den frühen Stil der Band als „[e]in ordentliches Gitarrenbrett mit verspielten Melodien und Fantasie-Texte, die sich mit Hammerfall und Manowar um die Kitsch-Krone streiten“. Kennzeichnend für ihre Musik sind Livemusiker und große Chöre. Dazu kommen vielfältige Effekte und Soundtrack-Elemente. Der orchestrale Stil war vor allem am Anfang noch sehr stark ausgeprägt. Auf späteren Alben (und speziell der EP The Cold Embrace of Fear) erhält die Musik zum Teil Hörspielcharakter. Typisch sind „schnelle[] Gitarren, epische[] Keyboards und [ein] treibender Double-Bass“, und die Gitarrensoli Luca Turillis waren „wild und axtschwingend“.

## Diskografie

### Studioalben
| Jahr | Titel Musiklabel                                     | Höchstplatzierung, Gesamtwochen, AuszeichnungChartplatzierungen (Jahr, Titel, Musiklabel, Platzierungen, Wochen, Auszeichnungen, Anmerkungen) | Höchstplatzierung, Gesamtwochen, AuszeichnungChartplatzierungen (Jahr, Titel, Musiklabel, Platzierungen, Wochen, Auszeichnungen, Anmerkungen) | Höchstplatzierung, Gesamtwochen, AuszeichnungChartplatzierungen (Jahr, Titel, Musiklabel, Platzierungen, Wochen, Auszeichnungen, Anmerkungen) | Höchstplatzierung, Gesamtwochen, AuszeichnungChartplatzierungen (Jahr, Titel, Musiklabel, Platzierungen, Wochen, Auszeichnungen, Anmerkungen) | Höchstplatzierung, Gesamtwochen, AuszeichnungChartplatzierungen (Jahr, Titel, Musiklabel, Platzierungen, Wochen, Auszeichnungen, Anmerkungen) | Anmerkungen                                                                               |
| Jahr | Titel Musiklabel                                     | DE | AT | CH | IT | FR | Anmerkungen                                                                               |
| ---- | ---------------------------------------------------- | --- | --- | --- | --- | --- | ----------------------------------------------------------------------------------------- |
| 1997 | Legendary Tales Limb Music                           | — | — | — | — | — | Erstveröffentlichung: 27. Oktober 1997                                                    |
| 1998 | Symphony of Enchanted Lands Limb Music               | DE54 (2 Wo.)DE | — | — | IT22 (2 Wo.)IT | — | Erstveröffentlichung: 5. Oktober 1998                                                     |
| 2000 | Dawn of Victory Limb Music                           | DE32 (3 Wo.)DE | — | — | IT49 (3 Wo.)IT | FR56 (1 Wo.)FR | Erstveröffentlichung: 30. Oktober 2000                                                    |
| 2001 | Rain of a Thousand Flames Limb Music                 | — | — | — | — | FR117 (1 Wo.)FR | Erstveröffentlichung: 29. Oktober 2001 ursprünglich EP, nachträglich als Album betrachtet |
| 2002 | Power of the Dragonflame Limb Music                  | DE30 (4 Wo.)DE | — | — | IT15 (4 Wo.)IT | FR34 (4 Wo.)FR | Erstveröffentlichung: 18. März 2002                                                       |
| 2004 | Symphony of Enchanted Lands II – The Dark Secret SPV | DE33 (2 Wo.)DE | — | CH62 (2 Wo.)CH | — | FR27 (5 Wo.)FR | Erstveröffentlichung: 27. September 2004                                                  |
| 2006 | Triumph or Agony SPV                                 | DE64 (1 Wo.)DE | — | CH74 (1 Wo.)CH | IT18 (3 Wo.)IT | FR59 (3 Wo.)FR | Erstveröffentlichung: 25. September 2006                                                  |
| 2010 | The Frozen Tears of Angels Nuclear Blast             | DE33 (1 Wo.)DE | AT58 (1 Wo.)AT | CH39 (1 Wo.)CH | IT31 (4 Wo.)IT | FR51 (3 Wo.)FR | Erstveröffentlichung: 30. April 2010                                                      |
| 2011 | From Chaos to Eternity Nuclear Blast                 | DE56 (1 Wo.)DE | — | CH48 (1 Wo.)CH | IT58 (2 Wo.)IT | FR81 (1 Wo.)FR | Erstveröffentlichung: 17. Juni 2011                                                       |
| 2013 | Dark Wings of Steel AFM Records                      | — | — | — | — | — | Erstveröffentlichung: 22. November 2013                                                   |
| 2016 | Into the Legend AFM Records                          | DE47 (1 Wo.)DE | — | CH34 (1 Wo.)CH | IT76 (2 Wo.)IT | FR101 (1 Wo.)FR | Erstveröffentlichung: 15. Januar 2016                                                     |
| 2019 | The Eighth Mountain AFM Records                      | DE22 (1 Wo.)DE | — | CH25 (1 Wo.)CH | IT88 (1 Wo.)IT | FR185 (1 Wo.)FR | Erstveröffentlichung: 22. Februar 2019                                                    |
| 2021 | Glory for Salvation AFM Records                      | DE89 (1 Wo.)DE | — | CH31 (1 Wo.)CH | — | — | Erstveröffentlichung: 26. November 2021                                                   |
| 2024 | Challenge the Wind AFM Records                       | — | — | CH36 (1 Wo.)CH | — | — | Erstveröffentlichung: 31. Mai 2024                                                        |

### Livealben
| Jahr | Titel Musiklabel                                         | Höchstplatzierung, Gesamtwochen, AuszeichnungChartplatzierungen (Jahr, Titel, Musiklabel, Platzierungen, Wochen, Auszeichnungen, Anmerkungen) | Höchstplatzierung, Gesamtwochen, AuszeichnungChartplatzierungen (Jahr, Titel, Musiklabel, Platzierungen, Wochen, Auszeichnungen, Anmerkungen) | Höchstplatzierung, Gesamtwochen, AuszeichnungChartplatzierungen (Jahr, Titel, Musiklabel, Platzierungen, Wochen, Auszeichnungen, Anmerkungen) | Höchstplatzierung, Gesamtwochen, AuszeichnungChartplatzierungen (Jahr, Titel, Musiklabel, Platzierungen, Wochen, Auszeichnungen, Anmerkungen) | Höchstplatzierung, Gesamtwochen, AuszeichnungChartplatzierungen (Jahr, Titel, Musiklabel, Platzierungen, Wochen, Auszeichnungen, Anmerkungen) | Anmerkungen                           |
| Jahr | Titel Musiklabel                                         | DE | AT | CH | IT | FR | Anmerkungen                           |
| ---- | -------------------------------------------------------- | --- | --- | --- | --- | --- | ------------------------------------- |
| 2006 | Live in Canada 2005 – The Dark Secret Magic Circle Music | DE99 (1 Wo.)DE | — | — | IT71 (1 Wo.)IT | FR128 (1 Wo.)FR | Erstveröffentlichung: 23. Januar 2006 |
| 2013 | Live – From Chaos to Eternity AFM Records                | — | — | — | — | — | Erstveröffentlichung: 3. Mai 2013     |

### Kompilationen
- Tales from the Emerald Sword Saga (2004)
- Legendary Years (2017)

### EPs
| Jahr | Titel Musiklabel                       | Höchstplatzierung, Gesamtwochen, AuszeichnungChartplatzierungen (Jahr, Titel, Musiklabel, Platzierungen, Wochen, Auszeichnungen, Anmerkungen) | Höchstplatzierung, Gesamtwochen, AuszeichnungChartplatzierungen (Jahr, Titel, Musiklabel, Platzierungen, Wochen, Auszeichnungen, Anmerkungen) | Höchstplatzierung, Gesamtwochen, AuszeichnungChartplatzierungen (Jahr, Titel, Musiklabel, Platzierungen, Wochen, Auszeichnungen, Anmerkungen) | Höchstplatzierung, Gesamtwochen, AuszeichnungChartplatzierungen (Jahr, Titel, Musiklabel, Platzierungen, Wochen, Auszeichnungen, Anmerkungen) | Höchstplatzierung, Gesamtwochen, AuszeichnungChartplatzierungen (Jahr, Titel, Musiklabel, Platzierungen, Wochen, Auszeichnungen, Anmerkungen) | Anmerkungen                            |
| Jahr | Titel Musiklabel                       | DE | AT | CH | IT | FR | Anmerkungen                            |
| ---- | -------------------------------------- | --- | --- | --- | --- | --- | -------------------------------------- |
| 2004 | The Dark Secret Magic Circle Music     | — | — | — | IT57 (1 Wo.)IT | — | Erstveröffentlichung: 29. Juni 2004    |
| 2010 | The Cold Embrace of Fear Nuclear Blast | — | — | — | IT60 (1 Wo.)IT | FR105 (1 Wo.)FR | Erstveröffentlichung: 15. Oktober 2010 |
| 2021 | I’ll Be Your Hero AFM Records          | — | — | — | — | — | Erstveröffentlichung: 4. Juni 2021     |

Für Rain of a Thousand Flames (2001) siehe unter Alben!

### Singles
| Jahr | Titel Album                                                                      | Höchstplatzierung, Gesamtwochen, AuszeichnungChartplatzierungen (Jahr, Titel, Album, Platzierungen, Wochen, Auszeichnungen, Anmerkungen) | Höchstplatzierung, Gesamtwochen, AuszeichnungChartplatzierungen (Jahr, Titel, Album, Platzierungen, Wochen, Auszeichnungen, Anmerkungen) | Höchstplatzierung, Gesamtwochen, AuszeichnungChartplatzierungen (Jahr, Titel, Album, Platzierungen, Wochen, Auszeichnungen, Anmerkungen) | Höchstplatzierung, Gesamtwochen, AuszeichnungChartplatzierungen (Jahr, Titel, Album, Platzierungen, Wochen, Auszeichnungen, Anmerkungen) | Höchstplatzierung, Gesamtwochen, AuszeichnungChartplatzierungen (Jahr, Titel, Album, Platzierungen, Wochen, Auszeichnungen, Anmerkungen) | Anmerkungen                                               |
| Jahr | Titel Album                                                                      | DE | AT | CH | IT | FR | Anmerkungen                                               |
| ---- | -------------------------------------------------------------------------------- | --- | --- | --- | --- | --- | --------------------------------------------------------- |
| 2000 | Holy Thunderforce Dawn of Victory                                                | — | — | — | — | FR95 (1 Wo.)FR | Erstveröffentlichung: 20. September 2000                  |
| 2005 | The Magic of the Wizard’s Dream Symphony of Enchanted Lands II – The Dark Secret | DE79 (5 Wo.)DE | — | CH96 (2 Wo.)CH | IT27 (8 Wo.)IT | — | Erstveröffentlichung: 29. März 2005 feat. Christopher Lee |

Weitere Singles
- Emerald Sword (1998)
- Unholy Warcry (2004)
- A New Saga Begins (2006)
- Silent Dream (2007)
- Reign of Terror (2010)
- Sea of Fate (2010)
- Aeons of Raging Darkness (2011)
- Shining Star (2016)
- When Demons Awake (2017)
- Land of Immortals (2017)
- Knightrider of Doom (2017)
- The Legend Goes On (2018)
- Rain of Fury (2019)
- Master of Peace (2019)
- I’ll Be Your Hero (2021)
- Glory for Salvation (2021)
- Magic Signs (2021)
- Terial the Hawk (2021)
- Chains of Destiny (2021)

Demos
- Land of Immortals (1994)
- Eternal Glory (1995)

### Videoalben
- 2007: Visions from the Enchanted Lands (Live-Clips + Dokumentation)